# بيت موقس (لودر)

تعديل مصدري - تعديل

بيت موقس هي إحدى قرى عزلة زارة بمديرية لودر التابعة لمحافظة أبين، بلغ تعداد سكانها 29 نسمة حسب تعداد اليمن لعام 2004.